# La Línea de la Concepción
La Línea de la Concepción é uma cidade espanhola da província de Cádis, com cerca de 63 000 habitantes. Fica situada no istmo que separa a serra Carbonera e o Rochedo de Gibraltar. É neste município que se situa a fronteira entre Espanha e Gibraltar.
La Línea é uma cidade em que as atividades econômicas principais são a agricultura, praticada nos seus arredores, ricos em cereais, vinhas, oliveiras, a abundante pesca e o turismo.

## História
Quando Carlos II morreu sem um herdeiro da Coroa de Espanha, a Guerra de Sucessão Espanhola eclodiu entre os dois pretendentes principais ao trono espanhol Filipe V de Espanha e depois Carlos VI, Sacro Imperador Romano-Germânico. Felipe era o neto de Luís XIV da França e teve o apoio da França, enquanto Áustria, Inglaterra eo holandês temia uma possível aliança e / ou de um hipotético união entre as casas francesas e espanholas reais e Charles tão favorecida.
Em agosto de 1704, ao retornar para Lisboa após a tentativa fracassada de tomar a cidade de Barcelona, uma frota anglo-holandesa de 45 Inglês e 10 navios holandeses, sob o comando do almirante Sir George Rooke desembarcaram cerca de 10.000 marinheiros e fuzileiros para tomar a cidade de Gibraltar a partir de cerca de 400 defensores, em nome de Carlos VI, Sacro Imperador Romano-Germânico. O termos de rendição garantias certas, mas os comandantes perdeu o controle, marinheiros e fuzileiros navais envolvidos em estupro e pilhagem, profanando a maioria das igrejas católicas, e moradores da cidade realizado assassinatos de represália. Em 7 de agosto, após a ordem foi restaurada, quase toda a população sentiu que ficar em Gibraltar era muito perigoso e fugiram em toda a área da moderna La Linea de São Roque e outros áreas vizinhas de Espanha. A maioria esperava que em breve ser capaz de voltar para suas casas, mas isso nunca aconteceu controle, britânico de Gibraltar tornou-se firme, e em 1713 o Tratado de Utrecht foi assinado, pelo qual a Espanha cedeu Gibraltar à Grã-Bretanha. O município de São Roque ainda tem como lema "Donde residem la de Gibraltar" ("onde as vidas da população de Gibraltar"). As terras da cidade incluiu a área do moderno La Línea de la Concepción.
O rei da Espanha Felipe V, o nome pelo qual Felipe de Anjou foi coroado, ordenou que o Marquês de Villadarías sitiar a Plaza de Gibraltar. Esta primeira tentativa de recuperar a cidade não foi bem sucedida eo exército espanhol levantou o cerco. No entanto, para monitorar o istmo e se opor a uma possível invasão do resto do território, uma guarnição permanente foi estabelecida na área, sob o governo militar de Campo de Gibraltar.

## Demografia
| 1999   | 2000   | 2001   | 2002   | 2003   | 2004   | 2005   |
| ------ | ------ | ------ | ------ | ------ | ------ | ------ |
| 59,828 | 59,993 | 60,565 | 60,951 | 61,892 | 61,875 | 62,682 |

## Infraestruturas

### Transportes
A cidade é servida pelo Aeroporto de Gibraltar.

### Museus
- Museu Cruz Herrera

### Complexos Desportivos
Existem o Estádio Municipal de La Línea de la Concepción com capacidade de 16 mil onde Real Balompédica Linense jogar.